# Arboretum Kirchberg
Das Arboretum Kirchberg ist ein Arboretum im Kirchberg-Plateau, einem Stadtteil der Stadt Luxemburg im Großherzogtum Luxemburg.
Es ist das ganze Jahr über frei zugänglich und weist auf drei Parks verteilt eine Gesamtfläche von etwa 30 ha haben.
Im Arboretum wird eine Sammlung von rund 500 winterfesten Baum- an Straucharten aus Europa und aus direkt angrenzenden Gebieten präsentiert. 

## Entstehung des Arboretums
Das Projekt vom Arboretum Kirchberg wurde 1994 vom Fonds d'urbanisation et d'aménagement du plateau de Kirchberg im Rahmen eines neuen urbanistischen Konzept für den Stadtteil Kirchberg ins Leben gerufen. 
Die gleichzeitig zusammengetragene wissenschaftliche Studie gehört seit ihrer Gründung zur Sammlung des Naturmusée. 
Seit 1994 sind etwa 37.000 Bäume und Sträucher in 110 Gattungen und etwa 383 Arten, Unterarten und Sorten aus 54 Familien vertreten. 
Ziel ist eine möglichst vollständige Sammlung der im Luxemburger Klima winterharten Bäume und Sträucher Europas und angrenzender Gebiete.
Sämtliche Pflanzen sind in vier Sprachen beschrieben: sie zeigt die Trivialnamen in Luxemburgisch, Deutsch, Französisch und Englisch. 
Außerdem enthält sie auch den wissenschaftlichen Namen, den Familiennamen und die Verbreitung.

### ZentralPark
Der „Parc central“ auf dem Kirchberg ist ein Park der der Ruhe und Erholung greidmet ist. 
Eine große Wiese, viele Büsche und freie Stellen bieten Platz für Spiele oder Spaziergänger. 
Im Park ist ein kleiner See, der das Regenwasser der Dächer der rundherumg gelegenen öffentlichen Gebäude aufnimmt. 
Vor dem See wurde ein offenes Amphitheater angelegt.
Im „Rosaceum“ kann man unabhängig von der Jahreszeit, die Blüten und Früchte verschiedener Obstsorten und Zierpflanzen aus der Familie der Rosengewächse (Rosaceae) (Äpfel, Mehl-/Vogelbeeren usw.) entdecken.
Von einem eigens aufgeschüttetem Hügel – „kleiner Kirchbierg“ genannt – haben Parkbesucher eine gute Aussicht über den gesamten Kirchberg und große Teile der Stadt.
Der Park ist zwischen der Coque, dem Campus Kirchberg der Universität Luxemburg und der Europaschule zu finden. 
n den Park gelangt man von der Rue Richard-Coudenhove-Kalergi oder von der Rue Léon Hengen aus.

### Park Réimerwee
Der „Park Römerweg“ gibt es einerseits Parzellen mit Bäumen, andererseits auch offene Wiesen, auf denen nur vereinzelt Bäume wachsen. Der Name des Parks erinnert an den zur Römerzeit dort verlaufenden Römerweg Kiem, der nach Trier geführt hat.
Im Park kann man die Diversität der Blättern 21 verschiedener Eichen bzw. einer großen Zahl Buchen betrachten.
Der Park liegt zwischen der Rue Coudenhove-Kalergi, vis-à-vis zum Campus Kirchberg der Universität Luxemburg, und dem Kreisverkehr am Bvd. Konrad-Adenauer.

### ParkKlosegrënnchen
Im Stadtteil Neiduerf/Weimershof liegt der „Park Klosegrënnchen“, in dem künstliche Hügel mit Sand aus dem Bau des östlichen Bvd. Contournement aufgeschüttet wurden. 
An den Nordhängen und in den Wäldern findet man eine ganze Reihe von Seggen-, Weiden- und Weidenarten sowie Kiefern aus ganz Europa. Die feuchten Wiesen im Tal und die drei Teiche, in denen das Wasser gesammelt wird, bilden einen reizvollen Kontrast zu den trockenen Dünen.
Zu finden ist der Park im nordöstlichen Teil des Kirchbergs in Richtung Neudorf-Weimershof mit Zugangsmöglichkeit vom Bvd. Pierre Werner oder der Rue du Grünewald aus.

## Internet
- offizielle Website des Naturmusee zur Sammlung Arboretum Kirchberg
- Arboretum Kirchberg (engl.)